# Drepanophyllum corrosifolium
Drepanophyllum corrosifolium är en insektsart som beskrevs av Karsch 1896. Drepanophyllum corrosifolium ingår i släktet Drepanophyllum och familjen vårtbitare. Inga underarter finns listade i Catalogue of Life.